# Palmerston (Neuseeland)

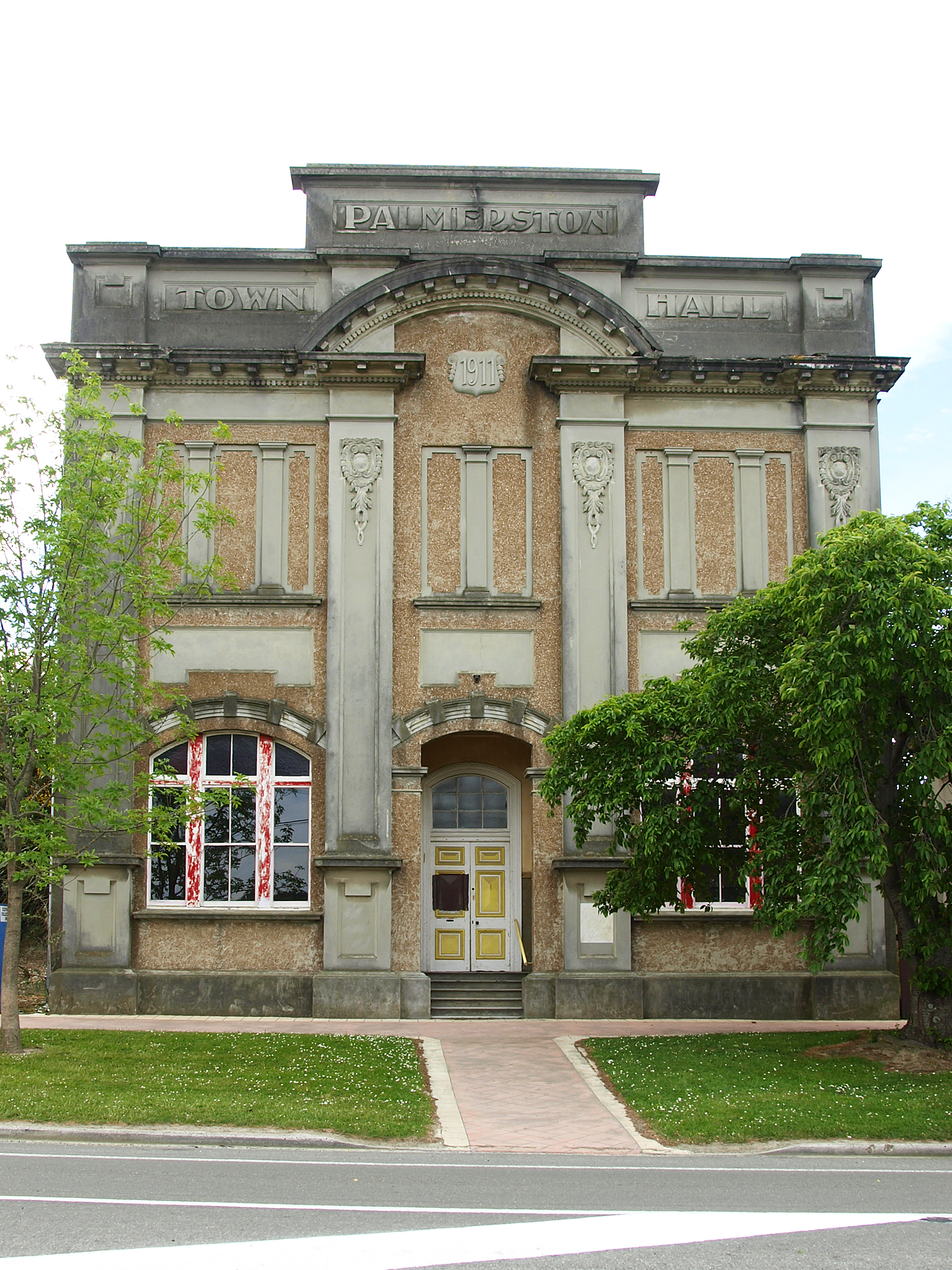
Palmerston Town Hall

Palmerston ist ein kleiner Ort im Waitaki District der Region Otago auf der Südinsel von Neuseeland.

## Namensherkunft
Palmerston wird oft mit der Stadt Palmerston North verwechselt, deren Einwohner ihre Stadt umgangssprachlich ebenfalls als „Palmerston“ bezeichnen. Allerdings wurde Palmerston auf der Südinsel bereits 1862 erwähnt, während Palmerston North seinen Namen erst 1871 erhielt. Die beiden Städte wurden nach Lord Palmerston, einem britischen Premierminister des 19. Jahrhunderts benannt.

## Geographie
Der Ort befindet sich rund 49 km nordnordöstlich von Dunedin und rund 47 km südsüdwestlich von Oamaru in der Ebene des Waihemo / Shag River, der rund 8 km östlich in den Pazifischen Ozean mündet.

## Geschichte

### Frühe Besiedlung
Die moderne Archäologie datiert die Besiedelung Neuseelands durch Polynesier auf um das Jahr 1100. Auf der Südinsel Neuseelands galt die Ostküste als beliebte Siedlungsgebiet jener Tage, so verwundert es nicht, dass eine bedeutende Siedlung der archaischen oder „Moa-Jäger“ - Periode der Māori-Kultur an der Mündung des Waihemo / Shag River in den Ozean nahe Palmerston gefunden werden konnte. Dieser Ort ist den Europäern seit den 1840er Jahren bekannt und wurde bereits früh von Archäologen untersucht. 1987 und 1989 wurden umfassende neue Ausgrabungen unter Atholl Anderson durchgeführt. Man kam seinerzeit zu dem Schluss, dass die Siedlung für eine Zeit von 20–50 Jahren des 14. Jahrhunderts ganzjährig genutzt wurde.

### Erste Europäer
Im Jahre 1814 fuhren der Ersten Maat Robert Brown mit zwei weiteren Europäern und fünf indischen Seeleuten in einem offenen Boot des von Kapitän Fowler geführten Schiffs Matilda der Ostküste entlang. Sie übernachteten an der Küste nördlich von Moeraki, rund 20 Kilometer von Palmerston entfernt. Dort wurden sie von Māori entdeckt und wegen einer vier Jahre zurückliegenden Fehde wegen eines Diebstahls, angegriffen. Nach dem im Jahr 2003 entdeckten Creed Manuskript entkamen zwei der Männer in der Dunkelheit und flüchteten bis Goodwood Bobby's Head an der Küste etwas südlich von Palmerston. Nach einer zwei Tage langen Flucht wurden sie zunächst von ortsansässigen Māori mit Nahrung versorgt. Ihre Verfolger sollten sie aber dennoch gefunden, getötet und danach gegessen haben.
Im Mai 1826 gesegelte Thomas Shepherd auf der Rosanna die Küste der Region um Palmerston und erstellte eine Skizze der Küstenregion. Das Dokument wird heute in der Mitchell Library in Sydney aufbewahrt.
In den 1840er Jahren kamen weitere Besucher wie Edward Shortland oder Charles Suisted, der in der Gegend in den 1850er Jahren Land in Besitz nahm.

### Gründung von Palmerston
Palmerston entstand 1862 als eine wichtige Zwischenstation auf dem Weg durch das Shag Valley, „pigroot“ genannt, der zu den Goldfeldern im Central Otago District führte.
1887 fand man auch in Palmerston Gold und im Shag River fanden ab den 1890er Jahren Bagger ihren Einsatz, um das begehrte Metall aus dem Flussbett zu bergen. Sie wurden noch bis 1904 verwendet.
Palmerston war einst Hauptsitz der Verwaltung des Waihemo County und des Distrikts, bevor dieser 1989 im Waitaki District aufging.

## Infrastruktur

### Straßenverkehr
Durch Palmerston führt der New Zealand State Highway 1, der den Ort mit Dunedin im Süden und Oamaru und Christchurch im Norden verbindet. Der New Zealand State Highway 85 zweigt innerhalb des Ortes vom State Highway 1 ab und führt ins Landesinnere als Hauptverkehrsweg in die Maniototo-Ebene.

### Schienenverkehr
Der Ort liegt an der Eisenbahnstrecke der Main South Line, auf der der Personenverkehr des Southerner im Jahr 2002 eingestellt wurde, der Güterverkehr allerdings weiterhin besteht. Zudem fährt der Touristenzug Seasider ein oder zwei Mal die Woche zwischen Dunedin und Palmerston. Von 1880 bis 1989 führte von Palmerston eine Zweiglinie, die Dunback and Makareao Branches, ins Inland.

## Sehenswürdigkeiten
- In Palmerston ist eine im Jahr 1876 von dem Architekten David Ross entworfene und aus dem vor Ort verfügbaren Sandstein errichtete Presbyterianer-Kirche erhalten.
- Südöstlich des Ortes liegt der 343 m hohe Puketapu (Māori für heiliger Hügel), auf dem sich ein Denkmal für Sir John McKenzie befindet, der ein angesehener Politiker der Region und über 20 Jahre Parlamentsmitglied war.[4]
- Eine Marmorstatue der Zealandia von Carlo Bergamini im Stadtzentrum gedenkt dem Zweiten Burenkrieg. Es ist landesweit eine von zweien, die andere steht in Waimate.

## Ereignisse
Wenige Kilometer im Landesinneren am Bahnhof Shag Valley stellte Frank Bell am 18. Oktober 1924 die erste Funkverbindung zwischen Neuseeland und England her. Dieses Ereignis fand damals in den Medien als die „erste Funktübertragung um die Welt“ international Beachtung.